# Na Bojišti
Na Bojišti je ulice v Praze 2 na Novém Městě v místě zvaném „Bojiště“, která spojuje ulice Ke Karlovu a Sokolská.
Je dlouhá přibližně 200 metrů.

## Historie
Ulice se po svém založení nazývala U blázince (1822–1880), poté Na Bojišti (1880–dosud).
Jmenuje se podle skutečné události – v bitvě v roce 1179 v těchto místech mezi sebou bojovali o knížecí stolec kníže Soběslav II. a jeho bratranec kníže Bedřich, který zvítězil. Jeho manželka Alžběta zde poté dala postavit kapli svatého Jana Evangelisty.
Původní název odkazoval na bývalý ústav pro choromyslné v Kateřinské ulici, otevřený v roce 1822. Cesta dříve vedla přes zahrady k Apolinářské ulici a dál pokračovala jako pěšina Albertovem z kopce dolů.

## Poloha a dopravní funkce
Ulice začíná (podle číslování domů) v ulici Ke Karlovu a končí v ulici Sokolská. Je jednosměrná.

## Významné body v ulici
- bývalé Sanatorium Ondřeje Schneidera – Na Bojišti 1771/1; roh ulic Na Bojišti a Ke Karlovu, kulturní památka
- Hostinec U Kalicha – Na Bojišti 1733/12
- Centrální dispečink DPP – Na Bojišti 1452/5